# Endocarpo
L'endocarpo o endocarpio (chiamato nòcciolo se è legnoso) è la porzione più interna nei frutti carnosi, cioè quella che racchiude il seme. Insieme all'epicarpo (che costituisce la "buccia" del frutto) e al mesocarpo (che comprende i tessuti situati tra epicarpo ed endocarpo) costituisce il frutto (o pericarpo) carnoso.
Il frutto carnoso propriamente detto può essere sostanzialmente di due tipi: drupa o bacca.
- Nella drupa l'endocarpo è legnoso e racchiude l'unico seme. La consistenza legnosa è dovuta alla presenza di sclereidi, cellule morte vagamente isodiametriche con parete spessa ed impregnata di lignina. Noti endocarpi di drupe sono il guscio della noce, della pesca, della ciliegia.

- Nella bacca, a maturazione l'endocarpo è spesso fuso con il mesocarpo e assume consistenza di solito carnosa. I semi di solito sono numerosi. Un noto esempio è la bacca del pomodoro. Alcune bacche particolari meritano una speciale menzione. Nella bacca delle Rutaceae (agrumi), detta esperidio, l'endocarpo è la sottile membrana che avvolge ogni spicchio. La parte carnosa è una formazione nuova, costituita da emergenze contenenti il succo. Nella bacca del melograno, detta balaustio, il tessuto che si forma per fusione del mesocarpo e dell'endocarpo ha consistenza membranosa ed individua delle logge che contengono i semi.